# Paris '81
Albums de Téléphone
Téléphone - L'intégrale
(1993) Téléphone illimité
(2006)
Paris '81 est le deuxième album live du groupe de rock français Téléphone sorti en 2000. Il regroupe quatorze titres du groupe, tous enregistrés les 16, 17 et 18 février 1981, les trois derniers concerts de la tournée française soutenant l'album Au cœur de la nuit (1980), à l'Olympia de Paris, le palais des sports de la Porte de Versailles et le palais des sports de Saint-Ouen.

## Historique
Les concerts à l'Olympia du 16 février 1981, au Palais des Sports de la Porte de Versailles le jour suivant et au Palais des Sports à Saint-Ouen le 18 sont enregistrés avec le Rolling Stones Mobile par Mick Namara.
Ce n'est pas la première fois que des enregistrements en provenance de ces concerts sont publiés. Il y a d'abord l'EP En concert en 1981 contenant trois titres live extraits des trois concerts différents, mixés par le producteur des Rolling Stones à ce moment-là, Chris Kimsey. Ces trois titres (Un peu de ton amour, Fleur de ma ville et Prends ce que tu veux) seront publiés à nouveau quinze ans plus tard sur le septième CD du coffret 20e anniversaire accompagnant les raretés studios.
Puis en 1993 dans le coffret Téléphone - L'intégrale, un CD intitulé Live inédits avec cinq titres, les trois premiers (Un homme + un homme (sous le nom de Congas), Crache ton venin et 2000 nuits) proviennent du début du concert à l'Olympia le 16 février 1981 tandis que Tu vas me manquer et Le vaudou de la fin du concert du Palais des Sports à Saint-Ouen deux jours plus tard.
On retrouve ces versions de Crache ton venin et Tu vas me manquer issues de l'intégrale de 1993, ainsi qu'un autre enregistrement de Fleur de ma ville (de l'EP) ici dans l'album.
En 2006, on retrouve trois nouveaux enregistrements de ces concerts sur le second disque de la compilation Téléphone illimité, sur lequel comporte une sélection d’enregistrements extraits de différents concerts vers les débuts du groupe réalisée par la bassiste Corine Marienneau après des centaines d'heures d'écoute à partir des archives audios laissées à l'abandon chez EMI.
Le producteur Glyn Johns avec qui le groupe a travaillé l'album Un autre monde est sollicité par les anciens membres pour retravailler et remixer les enregistrements des trois concerts pour une publication en album live.

## Liste des chansons
Toutes les chansons sont écrites et composées par Jean-Louis Aubert / Téléphone, sauf mention contraire.
| No  | Titre              | Auteur                                             | Concert                                     | Durée |
| --- | ------------------ | -------------------------------------------------- | ------------------------------------------- | ----- |
| 1.  | Crache Ton Venin   |                                                    | Olympia                                     | 4:56  |
| 2.  | Faits Divers       |                                                    | Palais des Sports, Saint-Ouen               | 3:32  |
| 3.  | Au Cœur De La Nuit |                                                    | Palais des Sports, Saint-Ouen               | 3:37  |
| 4.  | Ploum Ploum        |                                                    | Palais des Sports, Saint-Ouen               | 2:06  |
| 5.  | Fleur de ma ville  |                                                    | Palais des Sports, Saint-Ouen               | 4:39  |
| 6.  | Argent trop cher   |                                                    | Palais des Sports, Saint-Ouen               | 4:07  |
| 7.  | Ordinaire          |                                                    | Olympia                                     | 3:06  |
| 8.  | La Bombe humaine   |                                                    | Olympia                                     | 4:08  |
| 9.  | Laisse Tomber      |                                                    | Olympia                                     | 4:25  |
| 10. | Seul               |                                                    | Olympia                                     | 3:58  |
| 11. | Téléphomme         |                                                    | Olympia                                     | 7:26  |
| 12. | Hygiaphone         |                                                    | Palais des Sports de la Porte de Versailles | 3:04  |
| 13. | Tu vas me manquer  | Aubertignac (Jean-Louis Aubert et Louis Bertignac) | Palais des Sports, Saint-Ouen               | 6:49  |
| 14. | Le Silence         |                                                    | Palais des Sports, Saint-Ouen               | 5:35  |

## Personnel

### Téléphone
- Jean-Louis Aubert : Chant, guitare rythmique
- Louis Bertignac : Guitare solo, chœurs et chant
- Corine Marienneau : Basse, chœurs
- Richard Kolinka : Batterie, percussions

### Équipe technique
- Téléphone : production
- Glyn Johns : mixage
- François Ravard : management
- Mick Namara : enregistrement sur le Rolling Stones Mobile
- Dominique "Cow Boy" Forestier : ingénieur du son